# Friona
Friona är ett släkte av steklar. Friona ingår i familjen brokparasitsteklar.

## Dottertaxa tillFriona, i alfabetisk ordning[1]
- Friona albomaculata
- Friona aurangabadensis
- Friona curvicarinata
- Friona delenita
- Friona didymata
- Friona diffidens
- Friona fensa
- Friona flavipes
- Friona frontella
- Friona geniculata
- Friona lepida
- Friona lineatipes
- Friona nigriceps
- Friona notabilis
- Friona octobalteata
- Friona okinawana
- Friona perliberalis
- Friona perpulcher
- Friona pistica
- Friona plagiata
- Friona pleuralis
- Friona recalx
- Friona reticulata
- Friona rufescens
- Friona rufibasis
- Friona ruficoxis
- Friona rufipes
- Friona spoliator
- Friona striolata
- Friona varipes